# 毒麦

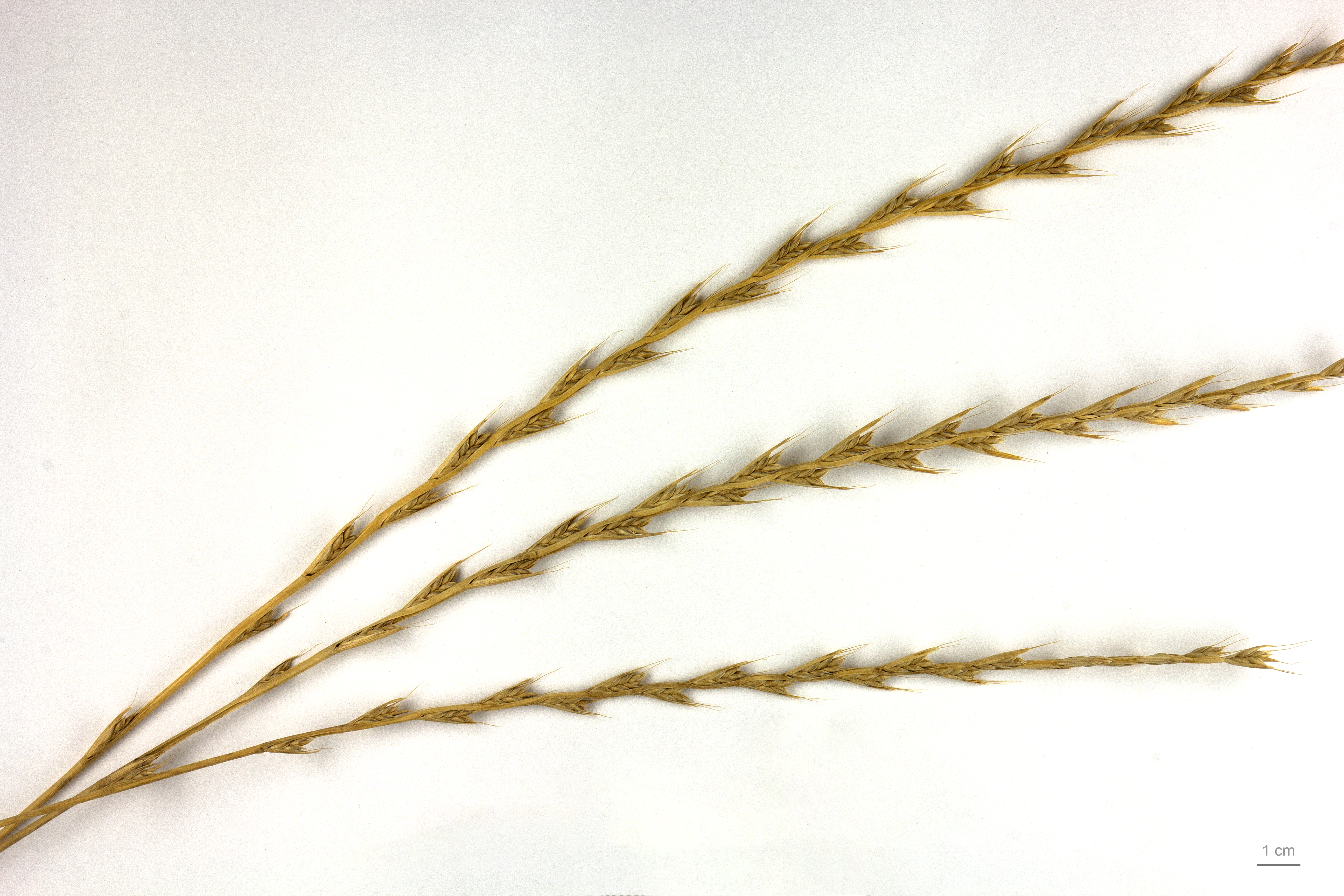
Lolium temulentum

毒麦（学名：Lolium temulentum）禾本科黑麦草属的植物。常用作麦类作物遗传学和基因组学研究的模式植物。

## 形态
毒麦是一年生草本植物，秆丛生，排列较疏，可以长到一米高；叶子薄而狭长；小穗有4－5小花，外稃有芒；小穗背腹面对向穗轴呈穗状花序，长达10～25厘米；颖果呈紫色。

## 分布
原产欧洲，盛产于叙利亚和巴勒斯坦一带，中国也有发现；属于田间常见的杂草。

## 毒性
毒麦经常和重要的农作物小麦混生在一起。毒麦的外形非常类似小麦，然而由于一种毒瘤寄生在花穗上，使其子粒中含有能麻痹中枢神经、致人昏迷的毒麦碱，被认为是恶性杂草。

## 历史
基督教经典新约全书中的马太福音里提到过毒麦，但和合本中文圣经将其翻译为稗子：
“容这两样一齐长，等着收割。当收割的时候，我要对收割的人说：先将稗子薅出来，捆成捆，留着烧，惟有麦子要收在仓里。”